# آب‌انبار فرخ
آب‌انبار فرخ مربوط به دوره قاجار است و در کاشان، محله دروازه حاج جمال، خیابان ۱۲ متری مخابرات واقع شده و این اثر در تاریخ ۱۱ دی ۱۳۸۰ با شمارهٔ ثبت ۴۷۰۳ به‌عنوان یکی از آثار ملی ایران به ثبت رسیده است.